# 건도 (서하)
건도(乾道)는 서하 혜종(西夏 惠宗) 이병상(李秉常)의 치세에 쓰던 연호이다.

## 연대 대조표
| 건도        | 원년            | 2년            |
| 서기 (西紀) | 1068년          | 1069년         |
| 간지 (干支) | 무신(戊申)      | 기유(己酉)     |
| 북송 (北宋) | 희녕(熙寧) 원년 | 희녕(熙寧) 2년 |

## 같이 보기
- 다른 왕조의 같은 연호
  - 남송(南宋) 건도(乾道, 1165년 ~ 1173년)

- 중국의 연호 목록

| 이전 연호 공화(拱化) | 중국의 연호 서하(西夏) | 다음 연호 천사예성국경 (天賜禮盛國慶) |